# Eleazar màrtir
|  | Per a altres significats, vegeu «Eleazar». |

Eleazar màrtir és un personatge jueu que apareix al Segon llibre dels Macabeus, capítol 6, versicle 18 i on és descrita com a "un dels principals mestres de la llei" i "de posat distingit". Va morir amb uns noranta anys.
Sota la persecució instigada per Antíoc IV Epífanes, Eleazar fou forçat a obrir la boca i menjar porc, però el va escopir i fou torturat fins a la mort, donant "un exemple heroic i un record gloriós" (versicle 31).

## Veneració
És venerat com a màrtir juntament amb els Macabeus, i és considerat com un dels Sants Màrtirs Macabeus per les esglésies catòlica i ortodoxa. La festivitat és l'12 d'agost.